# Небишине (Вілейський район)
Небишине (біл. вёска Нябышына) — село в складі Вілейського району Мінської області, Білорусь. Село підпорядковане Довгинівській сільській раді, розташоване в північній частині області.

## Історія
У 1921–1945 роках застінок знаходилось у Польщі, у Вільнюській воєводстві, Вілейського повіту, гміні Довгиново.

## Населення
- 1921 рік - 204 люди, 32 будинки[1].
- 1931 рік - 188 люди, 37 будинки[2].